# Xylosma pseudosalzmanii
Xylosma pseudosalzmanii là một loài thực vật có hoa trong họ Liễu. Loài này được Sleumer miêu tả khoa học đầu tiên năm 1953.